# Fernando Alarza
Fernando Alarza (23 de março de 1991) é um triatleta profissional espanhol.

## Carreira

### Rio 2016
Fernando Alarza competiu na Rio 2016, ficando em 18º lugar com o tempo de 1:48.08.